# تومودورير
تومودورير (بالإنجليزية: Tumudurere)‏ إله الموتى في غانا الجديدة في أساطير ميلانيزيا، وهو يحكم العالم الآخر الذي يقع أسفل المحيط.

### أساطير بولينيزية
- أتيا وبابا
- حوميتي كيتيكي
- في إي (ميثولوجيا)
- فيفارنجو
- هوميا (ميثولوجيا)
- ماراما (ميثولوجيا)
- ماكي (ميثولوجيا)
- موي (ميثولوجيا)

### أساطير ميكرونيزية
- ألولوي (ميثولوجيا)
- كيراتا (ميثولوجيا)
- لؤا (ميثولوجيا)
- لاتيميكيك